# Lili & Susie
Lili & Susie, L&S, är en svensk popduo bestående av systrarna Lili (född 5 januari 1966) och Susie Päivärinta (född 10 maj 1964). Systrarna hade stor framgång på de svenska hitlistorna från debuten år 1985 fram till 1993. Deras största hitlåtar är "Oh Mama" och "Bara du och jag" från 1987 samt "What's the Colour of Love" från 1990.

## Karriär
Systrarna Päivärinta hade turnerat tillsammans med Suzzies orkester innan genombrottet. 12 juli 1985 medverkade de i TV-underhållningsprogrammet "Summarn kummar" från Visby och syntes då för en bredare publik. Producenten Ola Håkansson har, ibland som del av trion Norell Oson Bard, skrivit många av deras hitlåtar. År 1990 var de medlemmar i den tillfälliga popgruppen The Sylvesters, tillsammans med flera andra svenska artister. De släppte singeln "Happy, Happy Year For Us All".
Stavningen av Sussies namn ändrades från Sussie till Susie år 1990, i samband med att de bytte skivbolag. På en samlingsskiva från 1995 stavas det åter med två 'S', vilket beror på att låtsamlingen är från 1980-talet och skivbolaget EMI; när de spelade in hos dem, stavades namnet så.
Deras musikkarriär avtog under 1990-talet, då de övergick till att arbeta för djurens rättigheter. Båda var mycket aktiva inom kampen mot djurförsök och blev utnämnda till så kallade djurombudsmän. De hade även under några år en butik med namnet The Sisters, som bland annar sålde icke-djurtestad kosmetika. Lili sköter numera[när?] Djurens ö som tar hand om skadade djur och hon har även haft ett TV-program om verksamheten. De är också båda vegetarianer.
Lili & Susie gjorde comeback 1996 under namnet L&S med singlarna "Love Never Dies" och "Hypnotized", utan större framgång. År 2000 gjordes en ny comeback. Susie skrev under andra halvan av 2003 kontrakt på tre soloskivor med ett nystartat bolag och 2005 kom albumet In the Sun.
De var körledare för Sollentuna i Körslaget 2012. De åkte ut i det andra programmet. Vid Guldbaggegalan 2015 framförde de låten "Oh Mama". De har även framträtt vid flera HBTQ-evenemang, såsom Gaygalan och Stockholm Pride.

## Melodifestivalen
Lili & Susie medverkade i Melodifestivalen 1989 med låten "Okey, okey!", skriven av Ola Håkansson och Tim Norell. Efter juryomröstningen slutade bidraget på femte plats.  
År 2009 medverkade de åter i Melodifestivalen, då de i den andra deltävlingen i Skellefteå tävlade med bidraget "Show Me Heaven". Låten, som är skriven av Susie, Calle Kindbom, Thomas G:son, Pär Lönn och Nestor Geli, gick vidare till andra chansen, där de vann första duellen över BWO och bidraget "You're Not Alone", men slogs sedan ut av Sarah Dawn Finer med "Moving On" och avancerade därmed inte vidare i tävlingen.

## Diskografi

### Album
- 1985 - Lili & Sussie
- 1987 - Dance Romance
- 1988 - Anytime
- 1990 - The Sisters
- 1992 - No Sugar Added

### Samlingsalbum
- 1989 - Let Us Dance! A Remix Retrospective
- 1990 - Non Stop Dancing
- 1991 - Chance to Dance
- 1993 - The Collection 85-93
- 1995 - I vågens tecken
- 1995 - Flashback #6
- 2009 - Nu och då – Det bästa med Lili & Susie - med tre helt nya låtar.

### Soloalbum
- 2001 - Djurens ö (Lili solo)
- 2005 - In the Sun (Susie solo)

### Singlar
- 1985 - "Sommar i natt"
- 1985 - "Om du kan"
- 1986 - "Stay"
- 1986 - "Candy Love"
- 1986 - "Samma tid samma plats"
- 1987 - "Tokyo"
- 1987 - "Oh Mama"
- 1987 - "Bara du och jag"
- 1988 - "Enkel Resa"
- 1988 - "We Were Only Dancing"
- 1988 - "Jag drömmer om en jul hemma" ("White Christmas")
- 1989 - "Robert & Marie"
- 1989 - "Okey Okey!"
- 1989 - "Let Us Dance Just a Little Bit More"
- 1990 - "Svullo" (Svullo med Lili & Susie)
- 1990 - "What's the Colour of Love"
- 1990 - "Boyfriend"
- 1990 - "Nothing Could Be Better"
- 1991 - "Something in Your Eyes"
- 1991 - "Evelyn"
- 1991 - "Can't Let You Go" (endast utgiven i Finland)
- 1992 - "Where Eagles Fly"
- 1992 - "Ride On My Love"
- 1993 - "All You Can Say is Goodbye"
- 1993 - "Halfway to Heaven"
- 1993 - "I Believe in Good Things '93/Megamix"
- 1996 - "Love Never Dies"
- 1996 - "Hypnotized"
- 2000 - "Oh Mama (2000 Remix)"
- 2009 - "Show Me Heaven"
- 2009 - "Tease Me"
- 2011 - "Bailamor"

### Singel/maxi som del av gruppenThe Sylvesters
- 1990 - "A Happy, Happy Year For Us All"

## Melodier på Svensktoppen
- Sommar i natt (1985)
- Samma tid, samma plats (1986)
- Bara du och jag (1988)
- Enkel resa (1988)
- Okey Okey! (1989)
- Show Me Heaven (2009)

## Listframgångar
Följande singlar tog sig in på försäljningslistan. 
| År   | Låt                           | Sverige | Norge |
| ---- | ----------------------------- | ------- | ----- |
| 1987 | "Oh Mama"                     | 1       |       |
| 1987 | "Bara du och jag"             | 18      |       |
| 1988 | "Enkel resa"                  | 14      |       |
| 1988 | "We Were Only Dancing"        | 6       |       |
| 1988 | "Jag drömmer om en jul hemma" | 20      |       |
| 1990 | "What's the Colour of Love"   | 3       | 6     |
| 1990 | "Boyfriend"                   | 9       |       |
| 1992 | "Where Eagles Fly"            | 15      |       |
| 1992 | "Ride on My Love"             | 37      |       |
| 2009 | "Show Me Heaven"              | 6       |       |

## Övrigt
Under 1980-talet dansade och körade Ankie Bagger bakom duon. År 1988 startade hon en egen solokarriär.
Lilis och Susies bror Totte Päivärinta är sedan 2004 trumslagare i Hep Stars.